# Joos de Beer
Joos de Beer, född omkring 1530-talet, död 1591, var en nederländsk målare.
Han var förmodligen elev till Frans Floris i Antwerpen. Han återvände sedan tillbaka till hemorten Utrecht och blev lärare till Abraham Bloemaert och Joachim Wtewael. Joos de Beer var medgrundare av konstskolan i Utrecht.

### Webbkällor
- ”Joos de Beer” (på nederländska). Rijksbureau voor Kunsthistorische Documentatie. Arkiverad från originalet den 27 november 2013. https://www.webcitation.org/6LRf9fSEC?url=http://explore.rkd.nl/en/artists/5817. Läst 27 november 2013.